# Kurzelaty
Kurzelaty [pronunciación en polaco: /kuʐɛˈlatɨ/] es un pueblo ubicado en el distrito administrativo de Gmina Kłoczew, dentro del Condado de Ryki, Voivodato de Lublin, en Polonia oriental. Se encuentra aproximadamente a 5 kilómetros al oeste de Kłoczew, a 10 kilómetros al norte de Ryki, y a 70 kilómetros al noroeste de la capital regional Lublin.